# Nie Ein Rapper
Nie Ein Rapper – utwór, który był pierwszym i jedynym singlem promującym album Carlo Cokxx Nutten II. Podkład tego utworu, podobnie jak reszta albumu, została wyprodukowana przez Bushido.